# Две девицы
«Две девицы» (исп. Las dos doncellas) — новелла испанского писателя Мигеля де Сервантеса, опубликованная в 1613 году в составе сборника «Назидательные новеллы». В ней автор использовал мотивы, характерные для итальянской новеллистики, а также для испанской «новеллы чести». Схожий сюжет Сервантес разрабатывает в романе «Дон Кихот», во вставной новелле о двух парах влюблённых.
Время создания новеллы неизвестно. Упомянутые в ней исторические события могут относиться, по разным версиям, к 1571 году или к рубежу XVI и XVII веков. С этим связаны разные предположения о времени написания «Двух девиц»: одни учёные относят их к раннему периоду творчества Сервантеса, другие — к 1609—1611 годам.